# 마다인 살레

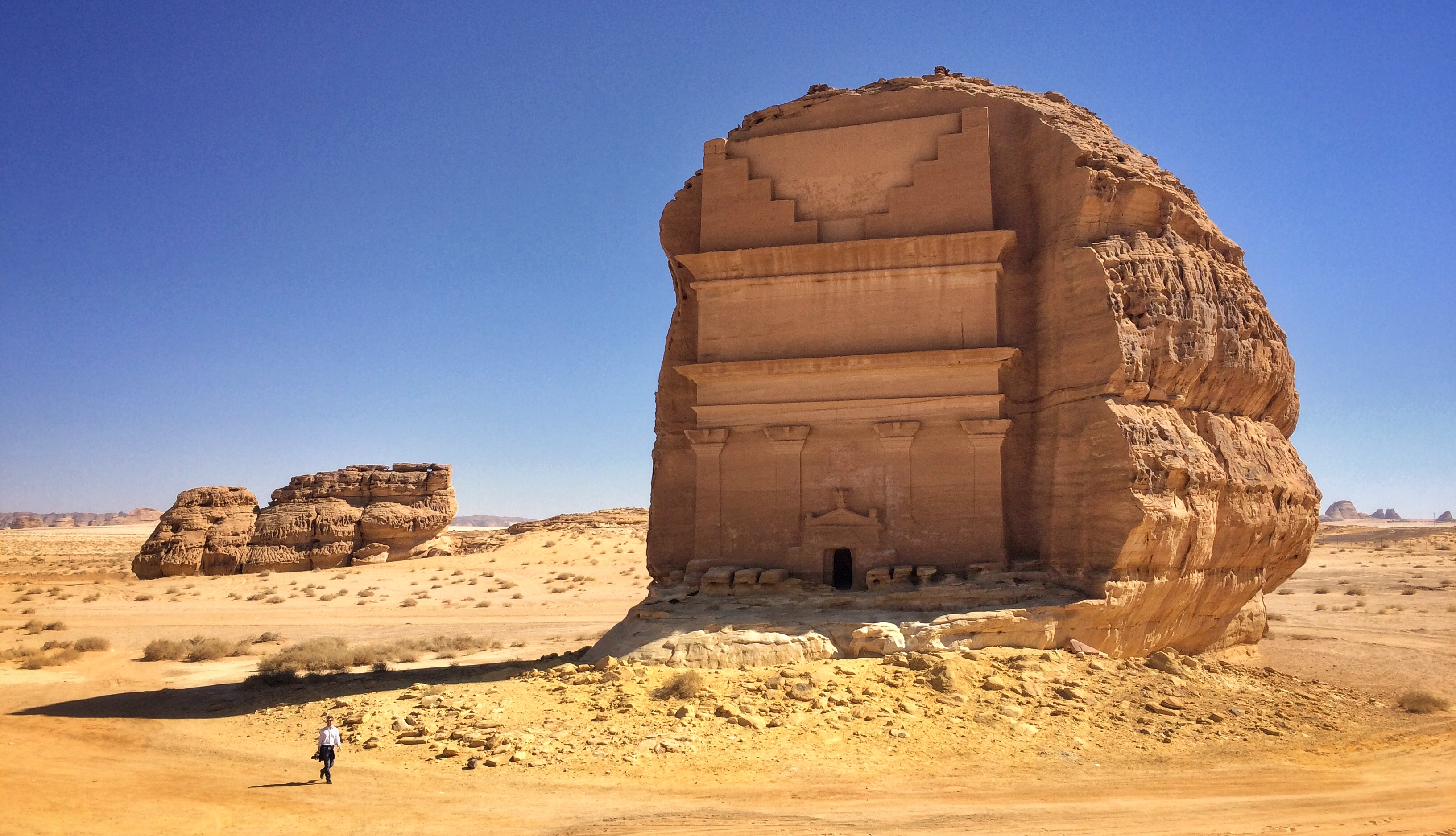

마다인 살레 (아랍어: مَدَائِن صَالِح madāʼin Ṣāliḥ[*]) 또는 헤그라(고대 그리스어: Ἔγρα),는 사우디아라비아 히자즈의 메디나주 알울라 지역에 위치한 고고학적 지역이다.
사우디아라비아 서북쪽에서 2000년 전 나바테아 왕국이 번영할 때, 요르단에 있는 페트라 신전과 동일한 그당시 왕조들의 묘가 석산에 갖추어져 있다.
2008년, 유네스코는 마다인 살레를 유산의 한 지역으로 선언함으로써 사우디아라비아의 첫 세계유산이 되었다.

## 같이 보기
- 사우디아라비아의 세계유산
- 나바테아인